# سياسة إدارة دونالد ترامب الخارجية

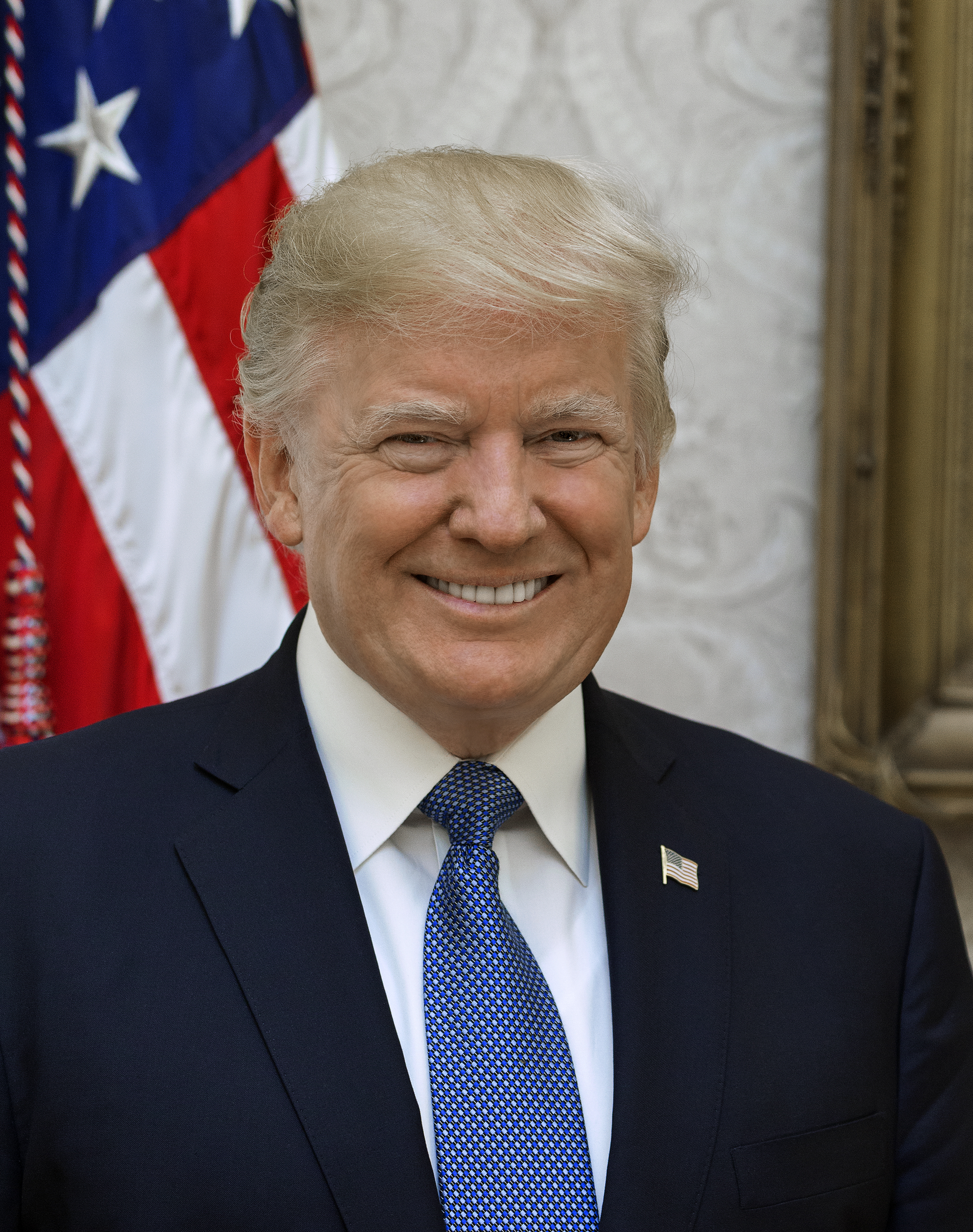
الرئيس الأمريكي دونالد ترمب

تنطوي الأهداف المُعلنة لسياسة إدارة دونالد ترمب الخارجية على التركيز على الأمن، بمكافحة الإرهابيين في الخارج وتعزيز الدفاعات الحدودية وضوابط الهجرة، وتوسيع القوات المسلحة الأمريكية، وانتهاج مبدأ «أمريكا أولًا» في التجارة، والدبلوماسية التي «يصبح الأعداء القدامى أصدقاء» بموجبها. ذكر مراقبون أن مواقف السياسة الخارجية التي عبر عنها ترمب خلال حملته الانتخابية الرئاسية تغيرت مرارًا، ما أّدى إلى «تعذُّر وضع جدول أعمال سياسي ، أو حتى وضع مجموعة من القيم السياسية الأساسية الواضحة التي تتقدم رئاسته». قال ترمب في خطاب تنصيبه للرئاسة إنه خلال فترة رئاسته «لن تسعى الولايات المتحدة لفرض نمط حياتها على أي أحد، بل ستفسح المجال أمام هذا النمط ليتألق بدلًا من ذلك. سنتألق أمام الجميع ليتبعونا». ذكر أيضًا أن إدارته «ستسعى إلى الصداقة وحسن النية مع دول العالم»، وأنه يؤمن «بحق جميع الدول أن تضع مصالحها الخاصة في المقدمة».
خلال الحملة الانتخابية الرئاسية في الولايات المتحدة عام 2016، «دأب ترمب على تحديد المصالح الأمريكية العالمية من الناحية الاقتصادية البحتة تقريبًا»، مع تولي «الدول دور حفظ السلام، وتوفير الرادع النووي ضد الخصوم مثل كوريا الشمالية، ومناصرة حقوق الإنسان، وضمان حدود الحلفاء» التي «تُختزل على الفور إلى المسائل التي تعود بالمنفعة الاقتصادية للولايات المتحدة». طالب الدول الحليفة مرارًا -منها ألمانيا وإسرائيل واليابان والسعودية وكوريا الجنوبية- بتقديم تعويض للولايات المتحدة مقابل الإنفاق العسكري الأميركي في دولها، وصرّح بأن استعداده للدفاع عن بلد ما قد يعتمد على مدى استعداد ذلك البلد «للدفع مقابل حمايته». واصل ترمب ومستشاروه شعار الشراكات التجارية طيلة فترة الرئاسة، مؤكدين وجهة نظرهم المتمثلة بأن الدول الأخرى تحتاج إلى زيادة التزامها المالي بالدفاع عن نفسها أو تعويض الولايات المتحدة عن تقديمها.
أيّد ترمب دفاعًا وطنيًا محكمًا خلال الحملة الانتخابية لعام 2016 وفي أول اقتراح له كرئيس بشأن الميزانية في مارس 2017، اقترح زيادة الإنفاق الدفاعي بمقدار 54 مليار دولار (10%)، ليصل المجموع إلى 639 مليار دولار للسنة المالية 2018. ذكر أن الزيادة ستكون ضرورية لمكافحة الإرهاب وتحسين استعداد القوات وبناء سفن وطائرات جديدة، وستُسدد تكاليفها عن طريق فرض اقتطاعات كبيرة على وكالات أخرى، بما في ذلك خفض ميزانية وزارة الخارجية الأميركية بنسبة 28%. طلب أيضًا 30 مليار دولار إضافية لوزارة الدفاع الأميركية في الفترة المتبقية من السنة المالية 2017.
بصفته مرشحًا رئاسيًا، شدد ترمب على اتباع نهج «صارم» تجاه الإرهابيين المشتبه بهم. ودعا إلى استئناف نهج الإيهام بالغرق في أثناء التحقيق «وأسوأ من ذلك بكثير». أعرب مرارًا عن تأييده لاستخدام الولايات المتحدة التعذيب بغرض الحصول على معلومات من الإرهابيين المشتبه بهم، وقال إنه يجب تغيير القانون للسماح باستخدام الإيهام بالغرق وأشكال التعذيب الأخرى. مع ذلك، بعد انتخابه، ذكر ترمب أنه سيذعن لوجهة نظر وزير الدفاع آنذاك، جيمس ماتيس، الذي عارض التعذيب. واصل ترمب حرب الولايات المتحدة ضد تنظيم الدولة الإسلامية، بما في ذلك الإشراف على مقتل زعيم التنظيم، أبو بكر البغدادي في أكتوبر 2019. أمر ترمب بشن هجوم على يكلا، من دون أي معلومات من وزارة الخارجية.
عقب تولي ترمب منصبه، اعتمد على الأفراد العسكريين أكثر من الإدارات السابقة، وعلى مستشاري البيت الأبيض بدلُا من وزارة الخارجية في تقديم المشورة له بشأن العلاقات الدولية. اختار في البداية الرئيس التنفيذي السابق لشركة إكسون موبيل، ريكس تيلرسون، ليتولى منصب وزير الخارجية. لم يمتلك تيلرسون خبرة حكومية أو دبلوماسية سابقة، إلا أن الأنشطة الدولية التي اضطلعت بها إكسون موبيل كانت سببًا في امتلاكه خبرة ومعارف في العديد من الدول الأخرى لا سيما روسيا. في حالات عديدة، كلّف ترمب مستشاري البيت الأبيض بمهام بارزة في السياسة الخارجية، ولا سيما كبير الاستراتيجيين السياسيين السابقين، ستيف بانون، وكبير المستشارين، جاريد كوشنر. أسفرت اقتطاعات الميزانية والاعتماد على المستشارين عن صدور تقارير إعلامية تفيد أن وزارة الخارجية «هُمّشت» بشكل ملحوظ خلال الإدارة. عادة ما يوجد في وزارة الخارجية نائبان لوزير الخارجية وستة وكلاء وزارة، وهي مناصب عليا، وبحلول مارس 2017، لم تُقدّم أي ترشيحات لأي من هذه المناصب.
اتخذ ترمب عدة قرارات سياسية خارجية متلاحقة على مدى فترة رئاسته، بما في ذلك انعكاساته وإعادة تقييم الالتزامات العالمية التي وضعتها الولايات المتحدة في السابق، كالانسحاب الجزئي للقوات العسكرية الموجودة بعض المناطق في سوريا، وانسحاب الولايات المتحدة من خطة العمل الشاملة المشتركة ومعاهدة القوى النووية متوسطة المدى واليونسكو. اقترح اتفاقية بديلة لاتفاقية التجارة الحرة لأمريكا الشمالية، وحظر السفر من دول إسلامية معينة، وزيادة العقوبات المفروضة على إيران، وسعى لإقامة علاقات ثنائية مباشرة مع كوريا الشمالية من بين قرارات أخرى، أحادية الجانب. حاولت إدارة ترمب استخدام الضغوط الاقتصادية لتعزيز أولويات سياستها الخارجية.
وجد استطلاع أجرته مؤسسة بّيو ريسيرتش في أغسطس 2017 أن 15% من جميع الأميركيين و31% من الجمهوريين قالوا إنهم يتفقون مع الرئيس ترمب على «جميع القضايا تقريبًا». بحلول الأشهر الأخيرة من عام 2017، أظهر استطلاع أجراه مركز شيكاغو للشؤون العالمية أن أكثر المؤيدين حماسة للرئيس ترمب أيدوا بقوة آرائه الأساسية المتعلقة بالسياسة الخارجية، إلا أن الجمهوريين من ذوي وجهات النظر الأقل مواتاة للرئيس كانوا أقل حماسًا وأكثر تماشيًا مع عامة السكان.

## الأمريكتان
في 3 مارس 2019، استشهد مستشار الأمن القومي جون بولتون بمبدأ مونرو في وصف سياسة إدارة ترمب في الأمريكتين، قائلًا: «في هذه الإدارة، لا نخشى استخدام عبارة مبدأ مونرو... إذ كان هدف الرؤساء الأمريكيين منذ فترة [الرئيس] رونالد ريغان أن يكون نصف الإدارة ديمقراطيًا بالكامل».
في سبتمبر 2019، عقب ترك جون بولتون إدارة ترمب، زعم الرئيس ترمب أن آراء بولتون «ليست بالضرورة أن تكون أكثر صرامة» مقارنة بآرائة الخاصة: «في بعض الأحيان، اعتَقَد أن ما نفعله كان صعبًا للغاية». زعم ترمب أن آراءه بشأن كوبا وفنزويلا «أقوى بكثير» من آراء بولتون، وصرّح بأن بولتون كان «يعيقه». في مايو 2019، عرض ترمب وجهة نظر مختلفة بشأن بولتون، قائلًا: «في الواقع إنني أغتاظ من جون، وهو أمر مذهل جدًا».

### الأرجنتين
استضاف الرئيس ترمب الرئيس ماكري في واشنطن في أبريل 2017. اجتمعا في البيت الأبيض في 27 أبريل للتحدث في أمور التجارة. عندما اختفت غواصة إيه آر إيه سان خوان في 15 نوفمبر 2017 في أثناء قيامها بدورية روتينية في جنوب المحيط الأطلسي قبالة ساحل الأرجنتين، عرض الرئيس ترمب مساعدة الولايات المتحدة للعثور على الغواصة.

### البرازيل
استؤنفت العلاقات بين الدولتين بفوز رئيس التيار اليميني، جايير بولسونارو، في الانتخابات في البرازيل. في أول زيارة رسمية للرئيس البرازيلي إلى الولايات المتحدة في مارس 2019، أعلن ترمب البرازيل حليفًا رئيسيًا خارج الناتو. في مايو، أعلنت الحكومة الأمريكية، عن طريق كيمبرلي بريير، مساعدة وزير الخارجية لشؤون النصف الغربي، عن تأييدها الرسمي لانضمام البرازيل إلى منظمة التعاون الاقتصادي والتنمية.